# Copa del Rei de futbol 1989-90
La Copa del Rei de Futbol 1989-90 va ser l'edició número 86 d'aquesta competició espanyola. Va comptar amb la participació de 44 equips. Van participar els equips de Primera, Segona, Segona B i alguns de tercera, excepte filials. El Campió fou el Futbol Club Barcelona que va guanyar el seu 22è títol. El títol va evitar la destitució de l'entrenador Johan Cruyff en un moment en què estava molt discutit per la irregularitat de l'equip.

## Primera Ronda
6 i 21 de setembre. Exempts: Reial Madrid (E1), Futbol Club Barcelona i Reial Valladolid (E2), València Club de Futbol, Atlètic de Madrid
i Reial Saragossa (E3).
| Equip 1                | Global     | Equip 2                 | Anada | Tornada |
| ---------------------- | ---------- | ----------------------- | ----- | ------- |
| UE Alzira              | 0–2        | CD Málaga               | 1–1   | 0–2     |
| Barcelona Atlètic      | 2–0        | Logroñés                | 0–0   | 2-0     |
| Reial Betis            | 2–1        | Real Mallorca           | 1–0   | 1–1     |
| Real Burgos            | 1–2        | Reial Societat          | 0–1   | 1–1     |
| Castella CF            | 2–3        | Reial Oviedo            | 2–1   | 0–2     |
| Deportivo de la Coruña | 3–6        | CD Tenerife             | 3–3   | 0–3     |
| Elx Club de Futbol     | 3–2        | SD Eibar                | 2–1   | 1–1     |
| RCD Español            | 0–1        | Sevilla                 | 0–0   | 0–1     |
| UE Figueres            | 3–4        | Sporting de Gijón       | 1–4   | 2–0     |
| UD Las Palmas          | 1–3        | Celta de Vigo           | 0–1   | 1–2     |
| Llevant UE             | 3–4        | Rayo Vallecano          | 2–1   | 1–3     |
| UE Lleida              | 1–3        | Atlético Madrileño      | 1–0   | 0–3     |
| CF Joventut Mollerussa | 1–6        | Cadis CF                | 1–3   | 0–3     |
| Reial Múrcia           | 3–7        | Castelló                | 3–4   | 0–3     |
| Palamós CF             | 1–5        | Athletic Club de Bilbao | 0-2   | 1-3     |
| Racing de Santander    | 3–5        | Sestao SC               | 2–3   | 1–2     |
| Bilbao Athletic        | [ Nota 6 ] | Xerez Club Deportivo    |       | .       |
| Recreativo de Huelva   | 4–3        | UD Salamanca            | 2–1   | 2–2     |
| CE Sabadell            | 2–1        | CA Osasuna              | 2–0   | 0–1     |

1. ↑  El partit d'anada es va disputar el 12 de setembre.
2. ↑  El primer partit va posar fi a victòria del Burgos per 2-1 però es va repetir el 14 de setembre per alineació indeguda de Peña, un jugador d'aquest equip.
3. ↑  El partit de tornada es va disputar el 27 de setembre.
4. ↑  El partit d'anada es va disputar el 14 de setembre.
5. ↑  El partit de tornada es va disputar el 20 de setembre.
6. ↑  Bilbao Athletic es va retirar abans de la competició.

## Segona Ronda
4 i 25 d'octubre. Exempts: Reial Madrid (E1), Futbol Club Barcelona i Reial Valladolid (E2), València Club de Futbol, Atlètic de Madrid
i Reial Saragossa (E3), i, per sorteig, Athletic Club de Bilbao.
| Equip 1              | Global       | Equip 2           | Anada | Tornada |
| -------------------- | ------------ | ----------------- | ----- | ------- |
| Atlético Madrileño   | 4–5          | Reial Societat    | 2–2   | 2–3     |
| Barcelona Atlètic    | 3–3 (1-3 p.) | Cadis CF          | 1–1   | 2–2     |
| Reial Betis          | 3–2          | Castelló          | 2–0   | 1–2     |
| Elx Club de Futbol   | 0–0 (1-3 p.) | Sporting de Gijón | 0–0   | 0–0     |
| Xerez Club Deportivo | 1–2          | CD Málaga         | 1–1   | 0–1     |
| Recreativo de Huelva | 2–4          | Reial Oviedo      | 1–0   | 1–4     |
| CE Sabadell          | 2–1          | Sevilla           | 1–0   | 1–1     |
| Sestao SC            | 1–3          | Celta de Vigo     | 0–2   | 1–1     |
| CD Tenerife          | 5–3          | Rayo Vallecano    | 2–2   | 3–1     |

1. ↑  El partit de tornada es va disputar l'1 de novembre.

## Fase final

### Vuitens de final
La ronda dels vuitens de final va tenir lloc els dies 8 i 22 de novembre, els partits d'anada; i els dies 29 i 30 de novembre, i 6 i 20 de desembre de 1989, els de tornada.
| Equip 1           | Global       | Equip 2           | Anada | Tornada |
| ----------------- | ------------ | ----------------- | ----- | ------- |
| Athletic Club     | 0–2          | FC Barcelona      | 0–1   | 0–1     |
| Atlètic de Madrid | 0–2          | Reial Madrid      | 0–0   | 0–2     |
| Reial Betis       | 1–2          | Cadis CF          | 1–1   | 0–2     |
| Reial Oviedo      | 1–2          | Reial Saragossa   | 0–1   | 1–1     |
| CE Sabadell       | 3–3 (5–6 p.) | Reial Societat    | 1–0   | 2–3     |
| CD Tenerife       | 0–3          | Sporting de Gijón | 0–0   | 0–3     |
| València CF       | 5–0          | Celta de Vigo     | 5–0   | 0–0     |
| Reial Valladolid  | 9–3          | CD Málaga         | 6–1   | 3–2     |

### Quarts de final
La ronda de quarts de final va tenir lloc entre els dies 9, 10 i 17 de gener, els partits d'anada; i els dies 23, 24 i 25 de gener de 1990, els de tornada.
| Equip 1           | Global       | Equip 2          | Anada | Tornada |
| ----------------- | ------------ | ---------------- | ----- | ------- |
| Reial Madrid      | 3–1          | Reial Valladolid | 3–0   | 0–1     |
| Reial Societat    | 3–4          | FC Barcelona     | 0–1   | 3–3     |
| Sporting de Gijón | 1–2          | Cadis CF         | 0–0   | 1–2     |
| Reial Saragossa   | 2–2 (1–3 p.) | València CF      | 2–1   | 0–1     |

### Semifinals
La ronda de semifinals va tenir lloc entre el 7 de febrer, els partits d'anada; i el dia 28 de febrer de 1990, els de tornada.
| Equip 1      | Global | Equip 2      | Anada | Tornada |
| ------------ | ------ | ------------ | ----- | ------- |
| FC Barcelona | 3–2    | València CF  | 2–1   | 1–1     |
| Cadis CF     | 0–4    | Reial Madrid | 0–1   | 0–3     |

### Final
| FC Barcelona           | 2–0 | Reial Madrid |
| ---------------------- | --- | ------------ |
| Amor 68' · Salinas 90' |     |              |

| Barcelona | Reial Madrid |

| FC Barcelona: |    |                              |        |
|               |    |                              |        |
| GK            | 1  | Andoni Zubizarreta           |        |
| CB            | 2  | Aloísio                      | 23'    |
| CB            | 3  | José Ramon Alexanko (capità) | 88'    |
| CB            | 4  | Ronald Koeman                | 61'    |
| RM            | 8  | Eusebio                      |        |
| CM            | 5  | Guillermo Amor               | 6' 70' |
| CM            | 10 | Roberto                      |        |
| LM            | 11 | Txiki Begiristain            |        |
| AM            | 6  | José Mari Bakero             |        |
| CF            | 7  | Julio Salinas                | 51'    |
| CF            | 9  | Michael Laudrup              |        |
| Substituts:   |    |                              |        |
| DF            | 12 | Ricardo Serna                | 23'    |
| MF            | 15 | Miquel Soler                 | 70'    |
| Entrenador:   |    |                              |        |
| Johan Cruyff  |    |                              |        |

| Reial Madrid: |    |                       |         |
|               |    |                       |         |
| GK            | 1  | Francisco Buyo        |         |
| RWB           | 2  | Chendo (capità)       |         |
| CB            | 4  | Fernando Hierro       | 21' 45' |
| CB            | 5  | Manuel Sanchís        |         |
| CB            | 6  | Oscar Ruggeri         |         |
| LWB           | 3  | Rafael Gordillo       |         |
| CM            | 8  | Míchel                | 23' 75' |
| CM            | 11 | Bernd Schuster        |         |
| CM            | 10 | Rafael Martín Vázquez |         |
| CF            | 7  | Emilio Butragueño     | 63'     |
| CF            | 9  | Hugo Sánchez          |         |
| Substituts:   |    |                       |         |
| DF            | 12 | Julio Llorente        | 63'     |
| MF            | 14 | Adolfo Aldana         | 75'     |
| Entrenador:   |    |                       |         |
| John Toshack  |    |                       |         |

## Campió
| Campions de la Copa d'Espanya 1990 |
| ---------------------------------- |
| Futbol Club Barcelona 22è títol    |